# Eysines
 Eysines  es una población y comuna francesa, situada en la región de Nueva Aquitania, departamento de Gironda, en el distrito de Burdeos y cantón de Blanquefort.
Hermanada desde 1980 con el concejo de Castrillón, Asturias.

## Demografía
| 1 980                     | 1 692 | 1 691 | 1 835 | 2 090 | 2 295 | 2 520 | 2 575 | 2 602 | 2 666 | 2 847 | 3 105 | 2 361 | 2 526 | 2 743 | 2 848 | 2 848 | 2 816 | 2 826 | 2 867 | 2 787 | 2 826 | 3 017 | 3 150 | 3 163 | 3 280 | 4 287 | 5 327 | 8 026 | 12 719 | 14 760 | 16 391 | 18 407 | 19 207 |
| (Fuente: INSEE y Cassini) |       |       |       |       |       |       |       |       |       |       |       |       |       |       |       |       |       |       |       |       |       |       |       |       |       |       |       |       |        |        |        |        |        |